# Emily Atef
Emily Atef (ur. 6 maja 1973 w Berlinie) – niemiecka reżyserka i scenarzystka filmowa, wcześniej również aktorka teatralna.

## Życiorys
Urodziła się w Berlinie Zachodnim. Jej matka pochodziła z Francji, a ojciec - z Iranu. W wieku lat siedmiu wraz z rodzicami i bratem Cyrilem przeniosła się do Los Angeles. Gdy miała 13 lat, jej rodzina przeprowadziła się do Francji. Po ukończeniu tamtejszej szkoły Atef udała się do Londynu, gdzie pracowała jako aktorka teatralna. Do Berlina powróciła, by studiować tam reżyserię filmową na uczelni Deutsche Film- und Fernsehakademie Berlin (DFFB).
Nakręciła takie filmy fabularne, jak m.in. Droga Molly (2005), Obcy we mnie (2008) czy Bardziej niż kiedykolwiek (2022). Największy sukces osiągnęła dzięki dramatowi biograficznemu 3 dni w Quiberon (2018), opowiadającemu o życiu aktorki Romy Schneider. Obraz startował w konkursie głównym na 68. MFF w Berlinie i zdobył siedem Niemieckich Nagród Filmowych, w tym za najlepszy film roku i reżyserię.
Jej najnowszy projekt filmowy, Pewnego dnia powiemy sobie wszystko (2023), to historia miłosna rozgrywająca się pomiędzy 17-latką a 40-letnim mężczyzną w ciągu pierwszego lata po obaleniu muru berlińskiego. Film zostanie zaprezentowany w konkursie głównym na 73. MFF w Berlinie.